# Gabriele Hinzmann

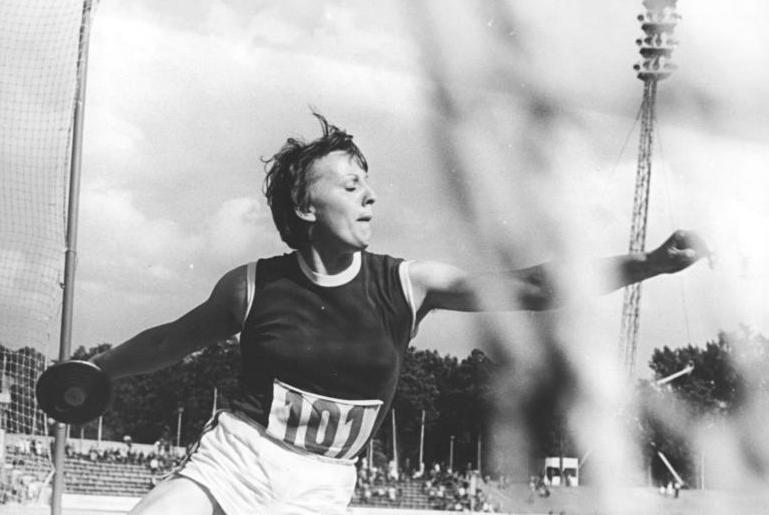
Gabriele Hinzmann, 1972

Gabriele Hinzmann  (geb. Trepschek; * 31. Mai 1947 in Schwerin) ist eine ehemalige deutsche Leichtathletin und Olympiamedaillengewinnerin, die in den 1970er Jahren – für die DDR startend – zu den weltbesten Diskuswerferinnen gehörte. Ihr größter Erfolg ist die Bronzemedaille bei den Olympischen Spielen 1976.
In den Jahren 1969, 1972, 1973 und 1974 wurde sie DDR-Meisterin. Danach begann die Ära von Evelin Schlaak (später Evelin Jahl), die später mit zwei Olympiasiegen zur erfolgreichsten Diskuswerferin der Welt werden sollte.
Gabriele Hinzmann startete bis 1972 für den SC DHfK Leipzig und trainierte bei Karlheinz Bauersfeld. Ab 1973 startete sie für den ASK Vorwärts Potsdam und trainierte bei Lothar Hillebrand. In ihrer aktiven Zeit war sie 1,78 m groß und wog 80 kg. Sie war Teil der Bauersfeld-Studie, in der den beteiligten Sportlern Oral-Turinabol verabreicht wurde.
Nach ihrer Sportlerkarriere wurde sie Lehrerin.

## Erfolge im Einzelnen
- 1964 – Europäische Juniorenspiele: Platz 2
- 1969 – Europameisterschaften Platz 7 (52,32 m)
- 1972 – Olympische Spiele: Platz 6 (61,72 m)
- 1974 – Europameisterschaften: Platz 3 (61,30 – 60,48 – 59,88 – ungültig – 62,50 m – ungültig)
- 1976 – Olympische Spiele: Platz 3 (66,68 – 66,10 – 66,84 m – 66,24 – 66,32 – ungültig)